# Гаур
Гаурите или индийски бизони (Bos gaurus) са вид бозайници от семейство Кухороги (Bovidae). Те са най-едрите диви говеда и са разпространени в Южна и Югоизточна Азия. Теглото им варира от 650 до 1800 кг. Опитомената форма на гаура се нарича гаял (Bos frontalis).